# Lymantria postfusca
Lymantria postfusca este o specie de molii din genul Lymantria, familia Lymantriidae, descrisă de Swinhoe 1906 Conform Catalogue of Life specia Lymantria postfusca nu are subspecii cunoscute.